# Adolfo Bernabé Zumelzú
Adolfo Bernabé Zumelzú (5 de gener de 1902 - 29 de març de 1973) fou un futbolista argentí.
Zumelzú defensà els colors de l'Argentina al Campionat Sud-americà de 1927 i de 1929 ambdós guanyats per Argentina.
També participà en la Copa del Món de Futbol de 1930, on Argentina assolí la segona posició. Marcà dos gols a la competició. També guanyà la medalla d'argent als Jocs Olímpics de 1928.
Pel que fa a clubs, jugà a CA Tigre i Sportivo Palermo.